# Christine Luft
Christine Luft (* 13. September 1949 in Berlin) ist eine deutsche Politikerin (SPD).
Christine Luft besuchte eine Polytechnische Oberschule (POS) in Ost-Berlin. Von 1968 bis 1973 arbeitete sie als Steno-Phono-Typistin. Nach einem Abschluss als staatlich geprüfte Sekretärin arbeitete sie ab 1973 in diesem Beruf. 1976 wurde sie Fotosetzerin und blieb bis 1986 in diesem Beruf. Als Gewerkschaftsleiterin in ihrem Druckereibetrieb hatte sie bei der Leitern der SED im Betrieb den Ruf „Kollegen aufzuwiegeln“, was ihr Zutrittsverbote zu bestimmten Bereichen und die penible Überwachung ihrer Arbeit einbrachte. Von 1986 bis 1990 arbeitete sie als Technologin für Anlagentechnik. Danach war sie bis 1992 technische Mitarbeiterin bei Artline Ltd. in Berlin.
Im Zuge der Wende in der DDR 1989 trat Luft im Januar 1990 der Sozialdemokratischen Partei (SDP) bei. Bei der ersten freien Ost-Berliner Wahl im Mai 1990 wurde sie in die Berliner Stadtverordnetenversammlung gewählt. Dort war sie Mitglied des Fraktionsvorstandes. 
Auch bei der nun gemeinsamen Wahl im Dezember 1990 konnte Luft das Direktmandat im Wahlkreis 4 im Bezirk Marzahn als Mitglied des Abgeordnetenhauses von Berlin gewinnen. Sie war 1991 bis 1993 stellvertretende SPD-Fraktionsvorsitzende. Von 1993 bis zu ihrem Ausscheiden aus dem Parlament 1995 war sie Mitglied des Präsidiums des Abgeordnetenhauses von Berlin. 2002 trat Christine Luft aus Protest gegen die rot-rote Koalition von SPD und Die Linke in Berlin aus der SPD aus.